# Codice vettore IATA
Il Codice vettore IATA è un codice di due lettere che la International Air Transport Association (IATA) assegna alle aerolinee mondiali. Questo codice forma le prime due lettere del codice di un volo. A partire dal 1987 l'Organizzazione Internazionale dell'Aviazione Civile (ICAO) ha iniziato a rilasciare codici di tre lettere, che saranno adottati dalla IATA.
I codici vettori IATA a due lettere riportati di seguito (a volte chiamati IATA Reservation Codes), vengono usati per prenotazioni, orari, biglietti, prezzi e nelle comunicazioni tra aerolinee e nelle applicazioni relative. La IATA distribuisce tre tipi di codici a due lettere: unici, "numeric/alpha" e duplicati controllati; il codice vettore identifica un'aerolinea per tutti gli scopi commerciali. Questa attività è in accordo con la Risoluzione 762.

## Lista di codici
La lista è ordinata per codice e la nazione è indicata tra parentesi.

### 0
- 0A – Amber Air (Lituania)
- 0B – Blue Air (Romania)
- OC – IBL Aviation (Mauritius)
- OD – Darwin Airline (Svizzera)
- 0V – Vietnam Air Services Company (Vietnam)

### 1
- 1A – Amadeus IT Group (Spagna)
- 1B – Abacus International (Singapore)
- 1C – Electronic Data Systems (Svizzera)
- 1D – Radixx (USA)
- 1E – Travelsky Technology (Cina)
- 1F – INFINI Travel Information (Giappone)
- 1G – Galileo GDS (USA)
- 1H – Siren-Travel (Russia)
- 1I – Deutsche Rettungsflugwacht (Germania)
- 1I – NetJets (USA)
- 1I – NetJets Europe (Portogallo)
- 1I – Novair (Svezia)
- 1I – Pegasus Hava Tasimaciligi (Turchia)
- 1I – Sierra Nevada Airlines (USA)
- 1I – Sky Trek International Air Lines (USA)
- 1J – Axess International (Giappone)
- 1K – Southern Cross Distribution (Australia)
- 1K – Sutra (USA)
- 1L – Open Skies (USA)
- 1M – JSC Transport Automated Information Systems (TAIS) (Russia)
- 1N – Navitaire (USA)
- 1P – WorldSpan (USA)
- 1Q – Sirena (Russia)
- 1R – Hainan Phoenix Information Systems (Cina)
- 1S – Sabre (USA)
- 1T – Bulgarian Air Charter (Bulgaria)
- 1T – Hitit Computer Services (Sudafrica)
- 1U – Polyot Sirena (Russia)
- 1Y – Electronic Data Systems (USA)
- 1Z – Sabre Pacific (Australia)

### 2
- 2A – Deutsche Bahn (Germania)
- 2C – SNCF (Francia)
- 2D – Dynamic Airways
- 2F – Frontier Flying Service (USA)
- 2G – San Juan Airlines (USA)
- 2H – Thalys (Belgio, Francia, Germania, Paesi Bassi)
- 2I – Star Up (Peru)
- 2J – Air Burkina (Burkina Faso)
- 2K – AeroGal (Ecuador)
- 2L – Helvetic Airways (Svizzera)
- 2M – Moldavian Airlines (Moldova)
- 2N – Yuzmashavia (Ucraina)
- 2O – Air Salone (Sierra Leone)
- 2P – Air Philippines (Filippine)
- 2R – VIA Rail Canada
- 2S – Island Express (USA)
- 2T – Trujet
- 2U – Air Guinee Express (Guinea)
- 2V – Amtrak (USA)
- 2W – Welcome Air (Austria)
- 2Z – Passaredo Linhas Aereas (Brasile)
- 2Z – VASO Airlines (Russia)

### 3
- 3G – Atlant-Sojuz (Russia)
- 3H – Air Inuit (Canada)
- 3K – Jetstar Asia Airways
- 3L – InterSky
- 3O – Air Arabia Maroc
- 3Q – China Yunnan Airlines
- 3R – Moskovia Airlines
- 3S – Aero Logic Deutschland
- 3U – Sichuan Airlines (Cina)

### 4
- 4A – Air Kiribati
- 4B – Olson Air Service (USA)
- 4D – Air Sinai
- 4G – Gazpromavia (Russia)
- 4K – Askari Aviation Pvt Limited (Pakistan)
- 4K – Kenn Borek Air (Canada)
- 4Q – Safi Airways
- 4T – Transwest (Canada)
- 4U – Germanwings

### 5
- 5B – Trans International Express (USA)
- 5C – CAL Cargo Air Lines (Israele)
- 5D – V-Bird Airlines
- 5F – Arctic Circle Air Service (USA)
- 5G – SkyService Airlines (Canada)
- 5J – Cebu Pacific (Filippine)
- 5L – Aerosur (Bolivia)
- 5M – Montserrat Airways
- 5M – Sibaviatrans (Russia)
- 5N – Aeroflot-Nord (Russia)
- 5O – ASL Airlines France
- 5P – Skyeurope Airlines (Ungheria)
- 5T – Canadian North (Canada)
- 5U - LADE (Líneas Aéreas del Estado) (Argentina)
- 5W – Astraeus (Regno Unito)
- 5X – United Parcel Service (USA)
- 5Y – Atlas Air (USA)

### 6
- 6B – TUIfly Nordic (Svezia)
- 6E – IndiGo (India)
- 6G – Air Wales
- 6H – Israir (Israele)
- 6K – Asian Spirit (Filippine)
- 6N – Nordic Regional (Svezia)
- 6P – Club Air (Italia)
- 6R – Alrosa
- 6U – Air Ukraine
- 6V – Air Vegas
- 6Y – SmartLynx Airlines (Latvia)
- 6W – Saravia (Russia)
- 6Z – Panavia, S.A. (Panama)
- 6Z – Ukrainian Cargo Airways (Ucraina)

### 7
- 7B – Atlant-Sojuz dal 2008 (KrasAir fino al 2008) (Russia)
- 7F – First Air (Canada)
- 7H – Era Alaska (USA)
- 7K – Kolavia (Russia)
- 7I – Insel Air (Curacao)
- 7M – Mistral Air (Italia)
- 7T – Trenitalia (Italia)
- 7U – Aviaenergo (Russia)
- 7Y – Air Industria (Italia) non più esistente

### 8
- 8A – Atlas Blue
- 8B – Caribbean Star Airlines
- 8C – Air Horizon (Togo)
- 8C – Air Transport International
- 8D – Astair
- 8D – Expo Aviation
- 8D – Servant Air
- 8E – Bering Air
- 8F – Fischer Air
- 8G – Angel Airlines (Thailandia)
- 8H – Heli France
- 8I – Myway Airlines (myair.com-Italy)
- 8J – UTair-Express (ex-Komiinteravia) (Russia)
- 8L – Cargo Plus Aviation
- 8L – Lucky Air (Cina)
- 8L – Redhill Aviation
- 8M – Maxair
- 8M – Myanmar Airways International
- 8N – Nordkalottflyg AB
- 8O – West Coast Air
- 8P – Pacific Coastal Airlines
- 8Q – Baker Aviation
- 8Q – Onur Air Tasimacilik
- 8R – Edelweiss Air
- 8R – Transporte Aereo Regional do Interior Paulista
- 8S – Scorpio Aviation
- 8T – Air Tindi
- 8U – Afriqiyah Airways
- 8V – Wright Air Service
- 8W – BAX Global
- 8Y – Air Burundi
- 8Z – Linea Aerea de Servicio Ejecutivo Regional

### 9
- 9C – Spring Airlines (Cina)
- 9B – AccessRail (Canada)
- 9D – PAL Perm Airlines (Russia)
- 9E – Pinnacle Airlines
- 9H – Air Changan (Cina)
- 9I – Alliance Air
- 9K – Cape Air (Stati Uniti)
- 9N – Tropic Air (Belize)
- 9Q – PB Air
- 9R – Phuket Air
- 9U – Air Moldova
- 9V – Avior Airlines (Venezuela)
- 9W – Jet Airways
- 9X – ItAli

### A
- A2 – Cielos Airlines (Peru)
- A3 – Aegean Airways/Aegean Airlines (Grecia)
- A4 – Southern Winds (Argentina) non più esistente
- A5 – HOP! (Francia)
- A6 – Klm Alps (Austria)
- A6 – Air Alps (Italia)
- A6 – Air Travel
- A7 – Air Plus Comet (Spagna)
- A8 – Benin Golf Air
- A9 – Airzena Georgian Airways
- AA – American Airlines (USA)
- AB – Air Berlin (Germania)
- AC – Air Canada
- AD – Air Paradise (Indonesia) non più esistente
- AD – Azul Linhas Aereas Brasileiras (Brasile)
- AE – Mandarin Airlines (Taiwan)
- AF – Air France
- AG – Aruba Airlines
- AH – Air Algérie (Algeria)
- AI – Air India
- AJ – Aero Contractors Company (Nigeria)
- AK – Air Asia (Malaysia)
- AL – Malta Air
- AM – Aeroméxico
- AN – Andorra Airlines
- AO – Avia Nova (Russia) (precedentemente della Australian Airlines)
- AP – Alba Star (Spagna) (Precedentemente Air One)
- AQ – 9 Air
- AR – Aerolíneas Argentinas
- AS – Alaska Airlines (USA)
- AT – Royal Air Maroc (Marocco)
- AU – Austral Lineas Aereas-Cielos del Sur (Argentina)
- AV – Avianca (Colombia)
- AW – Dirgantara Air Services (Indonesia)
- AW – Schreiner Airways (Paesi Bassi)
- AX – Trans States Airlines (USA)
- AY – Finnair (Finlandia)
- AZ – ITA Airways (Italia)

### B
- B2 – Belavia Belarusian Airlines (Bielorussia)
- B3 – Bellview Airlines (Nigeria)
- B4 – B.A.C.H. Flugbetriebs (Austria)
- B4 – Bankair (USA)
- B5 – Flightline (Regno Unito)
- B6 – jetBlue Airways (USA)
- B7 – Uni Air (Taiwan)
- B8 – Eritrean Airlines
- B9 – Iranair Tours
- BA – British Airways
- BB – Seaborne Airlines (USA)
- BC – Skymark Airlines (Giappone)
- BE – Flybe (Regno Unito)
- BF – Frenchblue
- BF – Bluebird Cargo (Islanda)
- BG – Biman Bangladesh Airlines
- BH – Hawkair (Canada)
- BI – Royal Brunei Airlines
- BJ – Nouvelair (Tunisia)
- BK – OK Airways
- BL – Pacific Airlines (Vietnam)
- BM – ATI Aero Trasporti Italiani (Italia) chiusa nel 1994
- BM – BMI Regional
- BM – Air Bee (Italia) chiusa per fallimento nel 2010
- BM – Bayu Indonesia Air
- BN – Luxwing(Malta)
- BO – Bouraq Indonesia Airlines non più esistente
- BP – Air Botswana
- BQ – Aeromar Lineas Aereas Dominicanas (Dominican Republic)
- BR – EVA Airways (Taiwan)
- BS – US-Bangla Airlines
- BT – Air Baltic (Latvia)
- BU – SAS Braathens (Norvegia)
- BV – Blue Panorama Airlines (Italia)
- BW – Caribbean Airlines (Trinidad and Tobago)
- BX – Air Busan
- BY – Thomsonfly (Regno Unito)
- BZ – Blue Dart Aviation (India)

### C
- C0 – Centralwings (Poland)
- C3 – ICAR Airlines (Ucraina) non più esistente
- C4 – Zimex Aviation (Svizzera)
- C6 – JetAir Services
- C7 – Rico Linhas Aereas (Brasile)
- C8 – Chicago Express Airlines (USA) non più esistente
- C9 – Cirrus Airlines (Germania)
- CA – Air China
- CB – Scot Airways (Regno Unito)
- CC – Air Atlanta Icelandic (Islanda)
- CC – Macair Airlines (Australia)
- CD – Corendon Dutch Airlines
- CE – Chalair Aviation
- CF – China Postal Airlines
- CG – Airlines of Papua New Guinea
- CH – Bemidji Airlines (USA)
- CI – China Airlines (Taiwan)
- CJ – China Northern Airlines non più esistente
- CK – China Cargo Airlines
- CL – Lufthansa CityLine (Germania)
- CM – COPA Airlines (Panama)
- CN - Grand China Air
- CO – Cobalt Airlines
- CQ – Sunshine Express Airlines (Australia)
- CR – OAG (Regno Unito)
- CS – Continental Micronesia (USA)
- CT – Alitalia CityLiner (Italia)
- CU – Cubana de Aviación (Cuba)
- CV – Air Chathams (Nuova Zelanda)
- CV – Cargolux Airlines International (Lussemburgo)
- CW – Air Marshall Islands
- CX – Cathay Pacific Airways (Hong Kong)
- CY – Charlie Air
- CZ – China Southern Airlines

### D
- D0 – DHL Air Limited (Regno Unito)
- D3 – Daallo Airlines (Somalia/Gibuti)
- D4 – Alidaunia (Italia)
- D5 – Dau Air (Germania)
- D6 – Inter-Aviation Services (Sudafrica)
- D7 – AirAsia X (Malesia)
- D8 – Djibouti Airlines
- D9 – Aeroflot-Don (Russia)
- DB – Brit Air (Francia)
- DC – Golden Air (Svezia)
- DD – Nok Air (Thailandia)
- DE – Condor Airlines (Germania)
- DH – Independence Air (USA) non più esistente
- DI – dba (Germania)
- DJ – AirAsia Japan
- DK – Thomas Cook Scandinavia
- DL – Delta Air Lines (USA)
- DM – Asian Airlines
- DN – Simplify Deccan (India)
- DO – Air Vallée (Italia)
- DO – Dominicana de Aviación (Dominican Republic) non più esistente
- DP – Pobeda (Russia)
- DQ – Coastal Air (U.S. Virgin Islands)
- DR – Ruili Airlines
- DT – TAAG Angola Airlines
- DV – Lufttaxi Fluggesellschaft (Germania)
- DV – Nantucket Airlines (USA)
- DW – Aero-Charter Ukraine
- DX – Danish Air Transport
- DY – Norwegian Air Shuttle
- DZ – Donghai Airlines (Cina)

### E
- E0 – Eos Airlines (USA)
- E2 – Rio Grande Air/Edelweiss Holdings (USA) non più esistente
- E3 – Domodedovo Airlines (Russia)
- E4 – Aero Asia International (Pakistan)
- E5 – Samara Airlines (Russia)
- E7 – Estafeta Carga Aerea (Messico)
- E7 – European Aviation Air Charter (Regno Unito)
- E8 – City Airways
- E9 – Boston-Maine Airways (USA)
- E9 – Evelop Airlines (Spagna)
- EA – Eastern Airlines
- EC – Open Skies
- ED – Air Explorers
- EE – Aero Airlines (Estonia)
- EF – Far Eastern Air Transport (Taiwan)
- EG – Ernest Airlines (Italia)[1]
- EH – SAETA (Ecuador)
- EI – Aer Lingus (Irlanda)
- EJ – New England Airlines (USA)
- EK – Emirates Airline (Emirati Arabi Uniti)
- EL – Ellinair
- EM – Aero Benin
- EM – Empire Airlines (USA)
- EN – Air Dolomiti (Italia)
- EO – Express One International (USA) non più esistente
- EO – Hewa Bora Airways (Repubblica Democratica del Congo)
- EP – Iran Aseman Airlines
- EQ – TAME (Ecuador)
- ER – Astar Air Cargo (USA)
- ES – DHL International (Bahrain)
- ET – Ethiopian Airlines
- EU – Chengdu
- EV – Atlantic Southeast Airlines (USA)
- EW – Eurowings (Germania)
- EX – Thai Express Air
- EY – Etihad Airways (Emirati Arabi Uniti)
- EZ – Sun Air of Scandinavia (Danimarca)

### F
- F2 – Fly Air (Turchia)
- F3 – Faso Airways (Burkina Faso)
- F4 – Albarka Air (Nigeria)
- F5 – Cosmic Air (Nepal)
- F7 – Darwin Airline (Svizzera)
- F8 – Freedom Airlines (USA)
- F9 – Frontier Airlines (USA)
- FA – Safair (Sudafrica)
- FB – Bulgaria Air
- FC – Finncomm Airlines (Finlandia)
- FC – Nordic Regional Airlines (Australia)
- FD – Thai AirAsia
- FE – FAR EASTERN AIR TRANSPORT
- FG – Ariana Afghan Airlines
- FH – Futura International Airways (Spagna)
- FI – Icelandair
- FJ – FIJI Airways (Figi)
- FK – Africa West Airlines (Togo)
- FM – Shanghai Airlines
- FN – Regional Airlines (Marocco)
- FO – Airlines of Tasmania (Australia)
- FO – Flybondi (Argentina)
- FP – FlyPelican (Australia)
- FP – Freedom Air/Aviation Services (Guam)
- FPO – Europe Airpost (Francia)
- FQ – Brindabella Airlines (Argentina) anche Flyest
- FQ – Thomas Cook Airlines (Belgio)
- FR – Ryanair (Irlanda)
- FS – ItAli Airlines (Italia)
- FT – Siem Reap Airways (Cambogia)
- FV – Rossiya Airlines (Russia)
- FW – Ibex Airlines (Giappone)
- FX – FedEx (USA)
- FZ – Flydubai

### G
- G0 – Ghana International Airlines
- G1 – Gorkha Airlines (Nepal)
- G2 – Dobrolet Airlines (Russia)
- G3 – Gol Transportes Aéreos (Brasile)
- G4 – Allegiant Air (USA)
- G5 – China Express Airlines
- G6 – Guine Bissau Airlines
- G8 – GoAir (India)
- G9 – Air Arabia (Emirati Arabi Uniti)
- GA – Garuda Indonesia
- GB – ABX Air (USA)
- GC – Gambia International Airlines
- GD – Air Alpha Greenland
- GE – TransAsia Airways (Taiwan)
- GF – Gulf Air (Bahrain, Oman, Qatar, United Arab Emirates)
- GH – Ghana Airways non più esistente
- GI – Itek Air (Kyrgyzstan)
- GJ – Eurofly (Italia)
- GJ – Loongair (Cina)
- GK – Mexicargo (Messico)
- GL – Air Greenland
- GL – Miami Air International (USA)
- GM – Air Slovakia
- GN – Air Gabon non più esistente
- GO – Kuzu Airlines Cargo (Turchia)
- GO – ULS Airlines Cargo
- GP – Gestair (Spagna)
- GQ – Big Sky Airlines (USA)
- GR – Aurigny Air Services (Regno Unito)
- GR – Gemini Air Cargo (USA)
- GS – Sky Wing (Grecia)
- GS – Tianjin Airlines (Cina)
- GT – GB Airways (Regno Unito)
- GW – Kuban Airlines (Russia)
- GX – GX Airlines (Cina)
- GX – Pacificair (Filippine)
- GY – Guyana Airways 2000
- GY – Tri-MG Intra Asia Airlines (Indonesia)

### H
- H2 – Sky Airline (Cile)
- H4 – Héli Sécurité Helicopter Airlines (Francia)
- H4 – Inter Islands Airlines (Capo Verde)
- H5 – I-Fly (Russia) (precedentemente della Magadan Airlines)
- H6 – Hageland Aviation Services (USA)
- H7 – Eagle Air (Uganda)
- H8 – Dalavia Far East Airways (Russia)
- H9 – Himalaya
- HA – Hawaiian Airlines (USA)
- HB – Harbor Airlines (USA)
- HC – Aero-Tropics Air Services (Australia)
- HD – Hokkaido International Airlines/Air Do (Giappone)
- HE – Luftfahrtgesellschaft Walter (Germania)
- HF – Air Cote D'Ivoire
- HF – Hapagfly – TUIfly (Germania)
- HG – Niki (Austria)
- HJ – Asian Express Airlines (Australia)
- HK – Four Star Aviation (U.S. Virgin Islands)
- HM – Air Seychelles
- HN – Heavylift Cargo Airlines (Australia)
- HO – Antinea Airlines (Algeria)
- HO – Juneyao Airlines (Cina)
- HP – America West Airlines (USA)
- HQ – Harmony Airways (Canada)
- HR – Hahn Air (Germania)
- HT – Aeromist-Kharkiv (Ucraina)
- HU – Hainan Airlines (Cina)
- HV – Transavia.com (Paesi Bassi)
- HW – Hello (Svizzera)
- HW – North-Wright Airways (Canada)
- HX – Hong Kong Airlines
- HY – Uzbekistan Airways (Uzbekistan)
- HZ – SAT Airlines (Russia)

### I
- I4 – Interstate Airlines (Paesi Bassi)
- I5 – CAM Compagnie Aerienne du Mali (Mali)
- I6 – Sky Eyes Airlines (Thailandia)
- I9 – Air Italy (Italia)
- IA – Iraqi Airways
- IB – Iberia Airlines (Spagna)
- ID – Batik Air
- IE – Solomon Airlines (Isole Salomone)
- IF – IFL Group (Stati Uniti)
- IF – Islas Airways (Spagna)
- IG – Alisarda – Meridiana – Meridiana fly – Air Italy (Italia)
- IH – Falcon Aviation (Svezia)
- II – IBC Airways (USA)
- IK – Imair Airlines (Azerbaijan)
- IL – Lankair (Sri Lanka)
- IM – Menajet (Libano)
- IN – MAT Macedonian Airlines (Repubblica di Macedonia)
- IO – Indonesian Airlines
- IP – Atyrau Air Ways (Kazakhstan)
- IQ – Augsburg Airways (Germania)
- IR – Iran Air
- IS – Island Nationair (Papua Nuova Guinea)
- IT – Irtysh Avia (Kazakhstan)
- IW – Wings Air (Indonesia)
- IX – Air India Express
- IY – Yemenia
- IZ – Arkia Israel Airlines

### J
- J2 – Azerbaijan Airlines
- J3 – Northwestern Air (Canada)
- J4 – Buffalo Airways (Canada)
- J6 – Avcom (Russia)
- J8 – Berjaya Air (Indonesia)
- J9 – Guinee Airlines (Guinea)
- J9 – Jazeera Airways (Kuwait)
- JA – JAGSON (India)
- JA – Jet SMART (Cile)
- JB – HeliJet (Canada)
- JD – Japan Airlines Domestic Company
- JF – L.A.B. Flying Service (USA)
- JH – Nordeste Linhas Aereas Regionais (Brasile)
- JJ – TAM Linhas Aéreas (Brasile)
- JL – Japan Airlines International Company
- JM – Air Jamaica
- JO – JALways (Giappone)
- JP – Adria Airways (Slovenia)
- JQ – JetStar (Australia)
- JR – Aero California (Messico)
- JR – JoyAir (Cina)
- JS – Air Koryo (Corea del Nord)
- JT – Lion Air (Indonesia)
- JU – Air Serbia
- JV – Bearskin Airlines (Canada)
- JW – Vanilla Air
- JX – Starlux Airlines
- JY – Air Turks and Caicos
- JZ – Skyways Express (Svezia)

### K
- K0 – Sunwing Airlines (Canada)
- K2 – Eurolot (Poland)
- K4 – Kalitta Air (USA)
- K5 – Wings of Alaska (USA)
- K8 – Zambia Skyways
- K9 – Kalitta Charters
- K9 – Krylo Airlines (Russia)
- KA – Dragonair (Hong Kong)
- KB – Druk Air (Bhutan)
- KC – Air Astana (Kazakistan)
- KD – KD Avia (Russia)
- KE – Korean Air (Corea del Sud)
- KF – Blue1 (Finlandia)
- KG – LAI - Linea Aerea IAACA (Venezuela)
- KI – Adam Air (Indonesia)
- KJ – British Mediterranean Airways
- KK – Atlasjet (Turchia)
- KL – KLM Royal Dutch Airlines
- KM – Air Malta
- KN – China United Airlines
- KO – Alaska Central Express (USA)
- KP – Kiwi International Air Lines (USA) non più esistente
- KQ – Kenya Airways
- KR – Comores Aviation
- KS – PenAir (USA)
- KU – Kuwait Airways
- KV – Kavminvodyavia (Russia)
- KW – Kelowna Flightcraft (Canada)
- KX – Cayman Airways (Isole Cayman)
- KZ – Nippon Cargo Airlines (Giappone)

### L
- L2 – Lynden Air Cargo (USA)
- L3 – DHL De Guatemala
- L3 – LTU Austria
- L4 – Lauda Air Italia (Italia) Assorbita da Livingston Airlines
- L5 – Lufttransport A/S (Norvegia)
- L6 – Tbilaviamsheni (Georgia)
- L7 – Laoag International Airlines (Filippine)
- L7 – Linea Aerea SAPSA (Cile)
- L8 – Air Luxor GB (Guinea-Bissau)
- L9 – Belle Air Europe (Italia)
- LA – LAN Airlines (Cile) LATAM (Dal 2016)
- LB – Lloyd Aéreo Boliviano (Bolivia)
- LC – Varig Logística (Brasile)
- LD – Air Hong Kong
- LD – Linea Turistica Aerotuy (Venezuela)
- LF – FlyNordic (Norvegia)
- LG – Luxair (Lussemburgo)
- LH – Lufthansa/Lufthansa Cargo/Lufthansa Regional (Germania)
- LH – Lufthansa Italia (Italia)
- LI – Leeward Islands Air Transport (Antigua and Barbuda)
- LJ – Sierra National Airlines (Sierra Leone)
- LL – Allegro (Messico) non più esistente
- LM – Livingston (Italia) codice usato fino al 2012, ora opera con il codice JN
- LN – Libyan Arab Airlines
- LO – Polskie Linie Lotnicze LOT
- LP – LATAM Airlines Perú
- LQ – Lanmei Airlines (Cambogia)
- LQ – Lebanese Air Transport
- LR – Lacsa (Costa Rica)
- LS – Jet2.com (Regno Unito)
- LT – LTU International (Germania)
- LV – Albanian Airlines
- LW – Pacific Wings (USA)
- LWG – Luxwing (Malta)
- LX – Swiss International Air Lines
- LY – El Al (Israele)
- LZ – Balkan Bulgarian Airlines non più esistente
- LZ – Belle Air (Albania)

### M
- M1 – MAP Linhas (Brasile)
- M2 – Mahfooz Aviation (Gambia)
- M3 – ABSA - Aerolinhas Brasileiras (Brasile)
- M3 – Air Service (Repubblica di Macedonia)
- M3 – North Flying (Danimarca)
- M4 – Poste Air Cargo (Italy)
- M5 – Kenmore Air (USA)
- M6 – Amerijet International (USA)
- M7 – MAS Carga (Messico)
- M7 – Tropical Airways (Haiti)
- M9 – Motor Sich (Ucraina)
- MA – Malév Hungarian Airlines
- MB – Execaire (Canada)
- MB – MNG Airlines (Turchia)
- MC – Air Mobility Command (USA)
- MD – Air Madagascar
- ME – MEA Middle East Airlines (Libano)
- MF – Xiamen Airlines (Cina)
- MG – Champion Air (USA)
- MH – Malaysia Airlines
- MI – Silkair (Singapore)
- MJ – LAPA (Argentina) non più esistente
- MK – Air Mauritius
- ML – Air Méditerranée (France)
- MM – EuroAtlantic Airways (Portogallo)
- MM – SAM Colombia
- MN – Comair South Africa/kulula.com
- MO – Abu Dhabi Amiri Flight (Emirati Arabi Uniti)
- MO – Calm Air (Canada)
- MP – Martinair (Paesi Bassi)
- MQ – Società Aerea Mediterranea (Italia) chiusa nel 1981
- MQ – American Eagle Airlines (USA)
- MR – Air Mauritanie (Mauritania)
- MS – Egypt Air
- MT – Thomas Cook Airlines (Regno Unito)
- MU – China Eastern Airlines
- MV – Armenian International Airways
- MW – Maya Island Air (Belize)
- MX – Mexicana de Aviación (Messico)
- MY – MAXjet Airways (USA)
- MY – Midwest Airlines (Egitto)
- MZ – Merpati Nusantara Airlines (Indonesia)

### N
- N2 – Daghestan Airlines (Russia) (precedentemente della Kabo Air (Nigeria))
- N3 – Omskavia Airlines (Russia)
- N4 – Nordwind
- N5 – FlyEasy
- N5 – Nolinor Aviation (Canada)
- N6 – Lagun Air (Spagna)
- N8 – CR Airways (Hong Kong)
- N8 – Salaam Express Air Services (Kenya)
- N9 – North Coast Aviation (Papua Nuova Guinea)
- NA – North American Airlines (USA)
- NC – National Jet Systems (Australia)
- NC – Northern Air Cargo (USA)
- NCB – North Cariboo Air
- NE – Nesma Airlines (Egitto)
- NF – Air Vanuatu
- NG – Lauda Air (Austria)
- NH – All Nippon Airways (Giappone)
- NI – Portugália
- NK – Spirit Airlines (USA)
- NL – Shaheen Air (Pakistan)
- NM – Air Madrid (Spagna)
- NM – Mount Cook Airline (Nuova Zelanda)
- NN – VIM-Avia (Russia)
- NO – Aus-Air (Australia)
- NO – Neos (Italia)
- NQ – Air Japan
- NR – Pamir Air (Afghanistan)
- NT – Binter Canarias (Spagna)
- NU – Japan Transocean Air
- NV – Air Central (Giappone)
- NW – Northwest Airlines (USA)
- NX – Air Macau
- NY – Air Iceland
- NZ – Air New Zealand

### O
- O2 – Oceanic Airlines (Guinea)
- O3 – SF Airlines (Cina)
- O6 – OceanAir (Brasile)
- O7 – OzJet (Australia) non più esistente
- OA – Olympic Air (Grecia)
- OB – Blue Air (Romania)
- OB – Boliviana de Aviación
- OC – PGA Express (Portogallo)
- OE – Asia Overnight Express (Filippine)
- OF – Air Finland
- OF – Transports et Travaux Aériens de Madagascar
- OH – Comair (USA)
- OJ – Overland Airways (Nigeria)
- OK – Czech Airlines
- OL – OLT (Austria)
- OM – MIAT-Mongolian Airlines
- ON – Air Nauru
- OO – SkyWest (USA)
- OP – Chalk's Ocean Airways (USA)
- OR – Arkefly (Paesi Bassi)
- OS – Austrian Airlines
- OT – Aeropelican Air Services (Australia)
- OU – Croatia Airlines
- OV – Estonian Air
- OW – Executive Airlines (USA)
- OX – Orient Thai Airlines
- OY – Omni Air International (USA)
- OZ – Asiana Airlines (Republic of Korea)
- OZ – Ozark Airlines (USA) non più esistente

### P
- P0 – Proflight Zambia (Zambia)
- P2 – Small Planet Airlines
- P5 – AeroRepublica (Colombia)
- P6 – Pascan Aviation (Canada)
- P7 – Russian Sky Airlines
- P8 – Pantanal Linhas Aereas (Brasile)
- P9 – Nas Air (Mali)
- PA – Florida Coastal Airlines (USA)
- PA – Airblue
- PB – PAL Airlines (Canada)
- PC – Air Fiji
- PC – Continental Airways (Russia)
- PE – People's Vienna Line
- PF – Palestinian Airlines
- PG – Bangkok Airways (Thailandia)
- PH – Polynesian Airlines (Samoa)
- PI – Sun Air (Figi)
- PI – Piedmont Airlines (USA) non più esistente
- PJ – Air Saint-Pierre (Francia)
- PK – Pakistan International Airlines
- PL – Aerostars Airlines (Russia) (precedentemente della AeroPerú non più esistente)
- PM – Mordovia Airlines (Russia)
- PO – Polar Air Cargo (USA)
- PQ – Panafrican Airways (Costa d'Avorio)
- PR – Philippine Airlines (Filippine)
- PS – Ukraine International Airlines (Ucraina)
- PS – Pacific Southwest Airlines (USA) non più esistente
- PT – Capital Cargo International Airlines (USA)
- PT – West Air Sweden
- PU – PLUNA (Uruguay)
- PU – Plus Ultra Líneas Aéreas
- PV – PAN Air (Spagna)
- PW – Precision Air (Tanzania)
- PX – Air Niugini (Papua Nuova Guinea)
- PY – Surinam Airways
- PZ – TAM Mercosur (Paraguay)

### Q
- Q3 – Zambian Airways
- Q5 – 40-Mile Air (USA)
- Q6 – Aero Condor Peru
- Q8 – Pacific East Asia Cargo Airlines (Filippine)
- Q9 – Afrinat International Airlines (Congo)
- Q9 – Air Liaison (Canada)
- QB – Qeshm Air (Iran)
- QC – Air Corridor (Mozambique)
- QD – Air Class Lineas Aereas (Uruguay)
- QE – Crossair Europe (Svizzera)
- QF – Qantas (Australia)
- QH – Air Kyrgyzstan (già assegnata ad Altyn Air) (Kyrgyzstan)
- QH – Air Florida non più esistente
- QI – Cimber Air (Danimarca)
- QK – Air Canada Jazz
- QL – Aero Lanka (Sri Lanka)
- QM – Air Malawi
- QN – Air Armenia
- QO – Aeromexpress (Messico)
- QO – Origin Pacific Airways (Nuova Zelanda)
- QQ – Alliance Airlines (Australia)
- QQ – Reno Air (USA) non più esistente
- QR – Qatar Airways
- QS – African Safari Airways (Svizzera)
- QS – Travel Service (Repubblica Ceca)
- QT – Tampa Cargo (Colombia)
- QU – East African Airlines (Uganda)
- QV – Lao Airlines
- QW – Blue Wings (Germania)
- QW – SkyKing Turks and Caicos Airways
- QW – Qingdao Airlines (Cina)
- QX – Horizon Air (USA)
- QY – European Air Transport (Belgio)
- QZ – Indonesia AirAsia

### R
- R0 – Royal Airlines (Pakistan)
- R2 – Orenair (Russia)
- R3 – Jakutavia (Russia)
- R4 – Rossija Airlines (Russia)
- R5 – Malta Air Charter
- R7 – Aserca Airlines (Venezuela)
- R8 – Kyrgyzstan Airlines
- R9 – Camai Air (USA)
- RA – Nepal Airlines
- RB – Syrian Arab Airlines
- RC – Atlantic Airways (Isole Faroe)
- RD – Ryan International Airlines (USA)
- RD – Avianova (Italia)
- RE – Aer Arann (Irlanda)
- RF – Florida West International Airways (USA)
- RG – RusLine (Russia) (precedentemente della Varig (Brasile))
- RH – Republic Express Airlines (Indonesia)
- RI – Mandala Airlines
- RJ – Royal Jordanian
- RK – Royal Khmer Airlines (Cambogia)
- RL – Royal Phnom Penh Airways (Cambogia)
- RN – Air Horizons (Francia) non più esistente
- RO – Tarom (Romania)
- RP – Chautauqua Airlines (USA)
- RQ – Kam Air (Afghanistan)
- RR – Royal Air Force (Regno Unito)
- RS – Oman Royal Flight
- RU – AirBridgeCargo Airlines (Russia)
- RV – Caspian Airlines (Russia)
- RV – Reeve Aleutian Airways (USA) non più esistente
- RW – Republic Airlines (USA)
- RX – Aviaexpress (Ungheria)
- RZ – Euro Exec Express (Svezia)

### S
- S0 – Slok Air Gambia
- S2 – Air Sahara (India)
- S3 – SBA Airlines (precedentemente Santa Bárbara Airlines) (Venezuela)
- S4 – Azores Airlines
- S5 – Shuttle America (USA)
- S5 – Trast Aero (Kyrgyztan)
- S6 – Star Air (Danimarca)
- S7 – S7 Airlines (Russia)
- S8 – Chari Aviation Services (Sudafrica)
- S8 – Shovkoviy Shlyah Airlines (Ucraina)
- S9 – East African Safari Air (Kenya) non più esistente
- SA – South African Airways
- SB – Aircalin (Francia)
- SC – Shandong Airlines (Cina)
- SD – Sudan Airways
- SE – XL Airways
- SF – Tassili Airlines (Algeria)
- SG – SpiceJet (India)
- SH – FlyMe (Svezia)
- SH – Sharp Airlines (Australia)
- SI – Skynet Airlines (Irlanda)
- SJ – Freedom Air (Nuova Zelanda)
- SJ – Seagle Air (Repubblica Slovacca)
- SK – Scandinavian Airlines (Danimarca, Norvegia, Svezia)
- SL – Rio Sul Serviços Aéreos Regionais (Brasile)
- SM – Air Cairo
- SN – Brussels Airlines (Belgio)
- SO – Sosoliso Airlines (Nigeria)
- SO – Superior Aviation (USA)
- SOR – Son Air (Angola)
- SP – SATA Air Açores (Portogallo)
- SQ – Singapore Airlines
- SS – Corsair International (Francia)
- ST – Germania (Germania)
- SU – Aeroflot (Russia)
- SV – Saudia
- SW – Air Namibia
- SX – Sky Work Airlines (Svizzera)
- SY – Sun Country Airlines (USA)

### T
- T3 – Eastern Airways
- T4 – Hellas Jet
- T5 – Turkmenistan/Akhal
- T7 – Transcarga
- T7 – Twin Jet
- T9 – TransMeridian Airlines (USA)
- TA – Avianca El Salvador
- TB – Jetairfly (Belgio)
- TE – Lithuanian Airlines
- TG – Thai Airways International
- THU – Thunder Airlines (Canada–Ontario)
- TI  – Tigak
- TL – Airnorth (Australia)
- TL – Trans Mediterranean Airways (TMA)
- TK – Turkish Airlines
- TN – Air Tahiti Nui
- TO – Transavia France
- TP – Tap Air Portugal
- TQ – Tandem Aero
- TR – Scoot
- TS – Air Transat (Canada)
- TT – Air Lithuania
- TU – Tunisair
- TV – Tibet Airlines
- TW – T'way Air
- TX – Air Caraïbes
- TY – Air Calédonie
- TZ – Scoot

### U
- U2 – easyJet (Regno Unito)/UFS (USA)
- U4 – Buddha Air
- U6 – Ural Airlines (Russia)
- U8 – Armavia (Armenia)
- U9 – Avia-Tatarstan (Russia)
- UA – United Airlines (Stati Uniti)
- UB – Myanmar Airways
- UF – Ukrainian Mediterranean Airlines (Ucraina)
- UL – SriLankan Airlines
- UM – Air Zimbabwe
- UO – HK Express
- UQ – O'Connor Airlines
- US – US Airways (Stati Uniti)
- UT – UTair (Russia)
- UU – Air Austral
- UX – Air Europa Lineas Aereas
- UY – Cameroon Airlines
- UZ – Buraq Air

### V
- V0 – Conviasa (Venezuela)
- V2 – Karat Air (Russia)
- V5 – Danube Wings (Slovacchia)
- V3 – Carpatair (Romania)
- V7 – Volotea (Spagna)
- V8 – ATRAN Cargo Airlines (Russia)
- V9 – BAL Bashkirian Airlines (Russia)
- VA – Toll Aviation (Australia)
- VA – Virgin Australia
- VD – Air Liberté (Francia) non più esistente
- VE – Volare S.p.A.
- VF – Valuair
- VG – VLM Airlines
- VH – Aeropostal (Venezuela)
- VI – Volga-Dnepr (Russia)
- VN – Vietnam Airlines
- VP – VASP (Brasile)
- VQ – Aermediterranea (Italia)
- VQ – Novoair (Bangladesh)
- VR – TACV
- VS – Virgin Atlantic
- VK – Virgin Nigeria Airways
- VV – Aerosvit Airlines (Ucraina)
- VX – Virgin America
- VY – Vueling Airlines
- VZ – Air Class Líneas Aéreas (Uruguay)
- VZ – MyTravel Airways (Regno Unito)

### W
- W2 – Canadian Western Airlines (Canada)
- W3 – Flyhy Cargo Airlines (Thailandia)
- W4 – Wizz Air Malta
- W5 – Mahan Air (Iran)
- W6 – Wizz Air
- W8 – Cargojet Airways Ltd. (Canada)
- W9 – Air Bagan
- WA – KLM Cityhopper
- WB – RwandAir
- WE – Thai Smile
- WF – Widerøe (Norvegia)
- WH – China Northwest Airlines (Cina)
- WK – Edelweiss Air
- WN – Southwest Airlines (USA)
- WO – Swoop (Canada)
- WR – WestJet Encore (Canada)
- WS – WestJet (Canada)
- WSG – Wasaya Airlines (Canada)
- WV – Swe Fly (Svezia)
- WW – WOW Air (Iceland)
- WX – Cityjet (Irlanda)
- WY – Oman Air
- WZ – Red Wings Airlines (Russia)

### X
- X3 – TUIfly (Germania)
- X5 – Afrique Airlines
- X7 – ČitaAvia (Russia)
- XF – Vladivostok Avia (Russia)
- XG – SunExpress Deutschland
- XJ – Mesaba Airlines
- XK – Air Corsica
- XM – J-Air (Giappone)
- XQ – SunExpress
- XS – SITA (Francia)
- XT – KLM exel e Air Exel
- XW – NokScoot
- XY – Flynas
- XZ – Aeroitalia

### Y
- YD – Gomelavia (Bielorussia)
- YD – Cologne Air Transport GmbH (Germania) non più esistente
- YK – Cyprus Turkish Airlines, già utilizzato da Air Kibris (Turkish Airlines) (Cipro del Nord, Cipro–Turchia)
- YK – Avia Traffic Company (Kirghizistan)
- YL – Jamal Airlines (Russia)
- YM – Montenegro Airlines (Montenegro)
- YN – Air Creebec (Canada)
- YP – Perimeter Aviation (Canada)
- YQ – Air Company Polet (Russia)
- YS – Régional Compagnie Aerienne Européenne
- YT – Air Togo
- YV – Mesa Airlines (USA)
- YW – Air Nostrum
- YX – Midwest Airlines non più esistente

### Z
- Z8 – Amaszonas (linea Aerea Bolivia)
- ZA – Interavia Airlines (Russia)
- ZB – Monarch Airlines (Inghilterra)
- ZE – Eastar Jet
- ZI – Aigle Azur (Francia)
- ZL – Regional Express (Australia)
- ZH – Shenzhen Airlines
- ZR – Aviacon Citotrans (Russia)
- ZS – Azzurra Air
- ZU – Helios Airways
- ZW – Air Wisconsin